# Toto (Album)
Toto ist das selbst betitelte Debütalbum der gleichnamigen US-amerikanischen Rockband, das im Oktober 1978 erschien.

## Entstehung und Veröffentlichung
Die Erstveröffentlichung von Toto erfolgte am 10. Oktober 1978 bei Columbia Records. Es handelt sich dabei um das Debütalbum der Band, welches zwei Jahre nach Bandgründung erschien. Das Album erschien in seiner Originalausführung als LP mit zehn Titeln (Katalognummer: JC 35317). Im Jahr 1986 erschien es erstmals als CD-Ausführung (Katalognummer: 35317). Im März 2014 erschien bei Rock Candy Records eine Neuauflage mit einem „Extended Remix“ zu Georgy Porgy als Bonustitel (Katalognummer: CRCANDY221).
Außer Track 5 und 7 wurden alle Lieder des Albums von David Paich geschrieben. Für die Produktion aller Lieder zeichneten gemeinsam die Toto-Mitglieder verantwortlich. Eingespielt wurde das Album in Hollywood, unter der Mitwirkung der Gastmusiker Lenny Castro (Perkussion), Jim Horn, Chuck Findley (beide Blasinstrumente), Marty Paich, Sid Sharp (beide Streichinstrumente), Roger Linn (Keyboard) oder auch Cheryl Lynn (Gesang). Toto wurde von Dan Latham und Gabe Veltri aufgenommen, von Tom Knox abgemischt und von Mike Reese und Ron Hitchcock im Mastering Lab in Los Angeles gemastert.

## Stil
Die erfahrenen Studiomusiker spielen auf dem Debütalbum Totos kommerziell ausgerichteten, eingängigen und professionell produzierten Adult Oriented Rock mit Einflüssen aus Popmusik, Funk, Rhythm and Blues, Hard Rock und Progressive Rock.

## Titelliste
1. 2:45 – Child’s Anthem (David Paich) – Instrumental
2. 3:45 – I’ll Supply The Love (David Paich) – Gesang: Bobby Kimball
3. 4:08 – Georgy Porgy (David Paich) – Gesang: Steve Lukather mit Cheryl Lynn
4. 3:55 – Manuela Run (David Paich) – Gesang: David Paich
5. 4:17 – You Are the Flower (Bobby Kimball) – Gesang: Bobby Kimball
6. 6:13 – Girl Goodbye (David Paich) – Gesang: Bobby Kimball
7. 3:46 – Takin’ It Back (Steve Porcaro) – Gesang: Steve Porcaro
8. 3:19 – Rockmaker (David Paich) – Gesang: David Paich
9. 3:56 – Hold the Line (David Paich) – Gesang: Bobby Kimball
10. 4:44 – Angela (David Paich) – Gesang: Steve Lukather mit David Paich

Bonustitel
1. Georgy Porgy (Extended Remix) (David Paich)

## Rezeption
Das Album beziehungsweise seine Singleauskopplungen wurden zwar Radio- und Charterfolge, die Musikpresse bemängelte jedoch, dass Totos Musik reine Handarbeit sei und es ihr an Inspiration mangele. Im Rolling Stone wurden beispielsweise David Paichs Songwriting und Bobby Kimballs Gesang kritisiert.

## Kommerzieller Erfolg

### Chartplatzierungen
| ChartsChartplatzierungen       | Höchstplatzierung | Wochen |
| ------------------------------ | ----------------- | ------ |
| Deutschland (GfK)              | 8 (18 Wo.)        | 18     |
| Vereinigte Staaten (Billboard) | 9 (48 Wo.)        | 48     |
| Vereinigtes Königreich (OCC)   | 37 (5 Wo.)        | 5      |

### Auszeichnungen für Musikverkäufe
| Land/Region               | Auszeichnungen für Musikverkäufe (Land/Region, Auszeichnung, Verkäufe) | Verkäufe  |
| ------------------------- | ---------------------------------------------------------------------- | --------- |
| Australien (ARIA)         | Platin                                                                 | 70.000    |
| Deutschland (BVMI)        | Gold                                                                   | 250.000   |
| Kanada (MC)               | 2× Platin                                                              | 200.000   |
| Neuseeland (RMNZ)         | Gold                                                                   | 7.500     |
| Vereinigte Staaten (RIAA) | 2× Platin                                                              | 2.000.000 |
| Insgesamt                 | 2× Gold · 5× Platin ·                                                  | 2.527.500 |